# Chastin West
(en) Statistiques sur pro-football-reference
Chastin Jareaux West (né le 1er mai 1987 à Inglewood) est un joueur de football américain évoluant au poste de wide receiver.

## Carrière

### Université
En 2007, West entre à l'université et intègre l'équipe universitaire les Bulldogs. Après avoir reçu son baccalauréat, il s'inscrit pour le draft de 2010 de la NFL.

### Professionnel
Aucune franchise de la NFL drafte Chastin lors du Draft. Immédiatement, il s'inscrit sur la liste des agents libres après le draft. Les Packers de Green Bay lui proposent un contrat et il signe son premier contrat professionnel. Il est intégré à l'équipe d'entrainement mais ne joue aucun match en professionnel, se contentant d'un rôle de réserviste. Il remporte néanmoins, le Super Bowl XLV avec les Packers.
Le 20 septembre 2011, alors qu'il est toujours dans l'équipe d'entrainement, il signe avec les Jaguars de Jacksonville. Il joue surtout comme receveur remplaçant, jouant douze matchs dont un comme titulaire. West reçoit treize passes pour 163 yards et deux touchdowns. Néanmoins, il est résilié le 25 août 2012. Après avoir fait la saison 2012 sans équipe, il rejoint les Lions de Détroit le 1er janvier 2013. Cependant, il ne reste que le temps de la pré-saison.

## Palmarès
- Vainqueur du Super Bowl XLV